# 斯蒂普島
斯蒂普島（英語：Steep Holm）是位於英國布里斯托灣的一個島嶼。斯蒂普島在高潮時面積48.87英畝（19.78公頃），低潮時面積63.26 acre（25.60 ha），島上最高點78（256英尺）。在行政區劃上，斯蒂普島屬於北薩默塞特郡。現在斯蒂普島無人居住，並且是一個重要的自然保護區。

## 外部連結
- Steep Holm Island and the Kenneth Allsop Memorial Trust （页面存档备份，存于）
- Victorian Forts data sheet （页面存档备份，存于）

1. ↑   (PDF). The Boundary Commission for England: 7. 26 February 2007  [6 September 2007]. （原始内容 (PDF)存档于2013-07-14）.